# Ophiusa disjungens
Ophiusa disjungens là một loài bướm đêm thuộc họ Erebidae. Nó được tìm thấy ở Đông Nam Á và phía nam [[Thái Bình Dương, bao gồm Thái Lan, Nhật Bản, Tonga và New South Wales và Queensland.

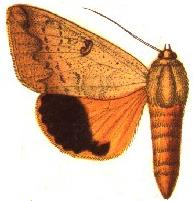
Ophiusa disjungens female

Ấu trùng ăn các loài Myrtaceae khác nhau, bao gồm Eucalyptus, Syncarpia glomulifera và Psidium guajava.

## Hình ảnh

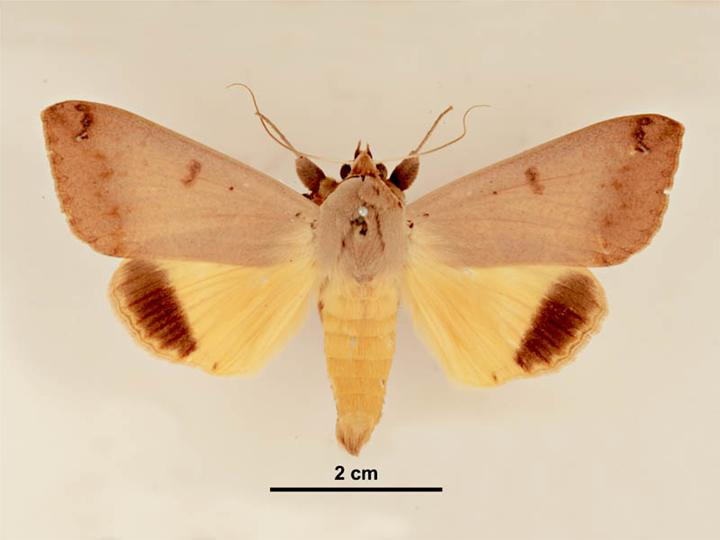
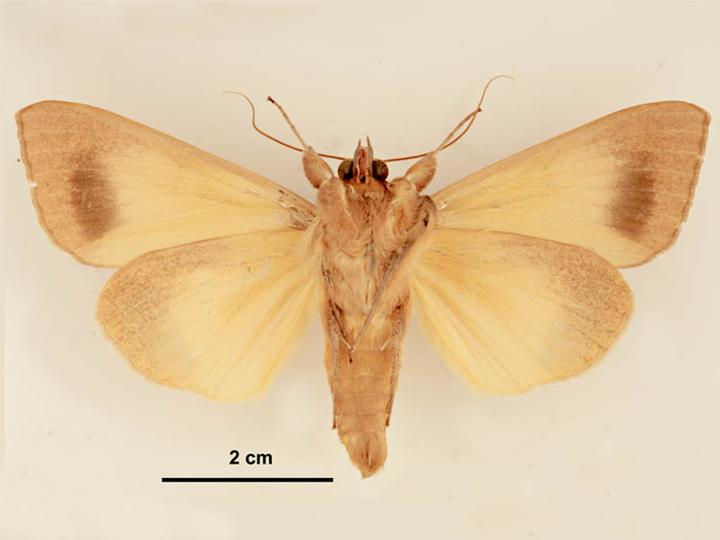
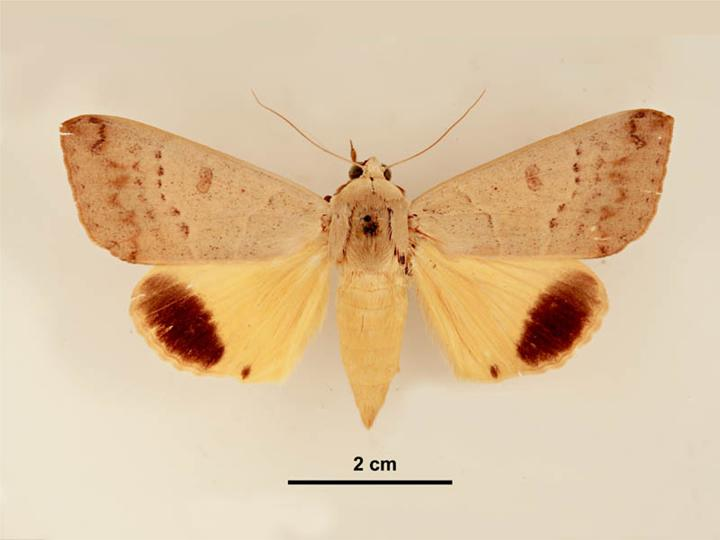
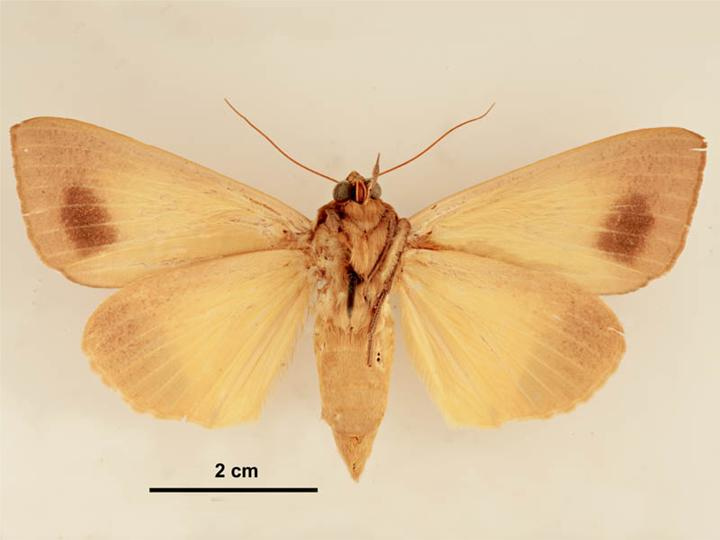